# Hartennes-et-Taux
Hartennes-et-Taux és un municipi francès situat al departament de l'Aisne i a la regió dels Alts de França. L'any 2007 tenia 337 habitants.

## Demografia

### Població
El 2007 la població de fet de Hartennes-et-Taux era de 337 persones. Hi havia 128 famílies de les quals 24 eren unipersonals (8 homes vivint sols i 16 dones vivint soles), 52 parelles sense fills i 52 parelles amb fills.
La població ha evolucionat segons el següent gràfic:
Habitants censats

### Habitatges
El 2007 hi havia 156 habitatges, 127 eren l'habitatge principal de la família, 7 eren segones residències i 22 estaven desocupats. Tots els 156 habitatges eren cases. Dels 127 habitatges principals, 104 estaven ocupats pels seus propietaris i 23 estaven llogats i ocupats pels llogaters; 2 tenien dues cambres, 12 en tenien tres, 29 en tenien quatre i 84 en tenien cinc o més. 93 habitatges disposaven pel capbaix d'una plaça de pàrquing. A 44 habitatges hi havia un automòbil i a 73 n'hi havia dos o més.

### Piràmide de població
La piràmide de població per edats i sexe el 2009 era:
| Homes | Edats   | Dones |
| ----- | ------- | ----- |
| 0     | 95 o +  | 0     |
| 0     | 90 a 94 | 0     |
| 0     | 85 a 89 | 4     |
| 0     | 80 a 84 | 0     |
| 8     | 75 a 79 | 8     |
| 8     | 70 a 74 | 12    |
| 0     | 65 a 69 | 8     |
| 12    | 60 a 64 | 0     |
| 4     | 55 a 59 | 12    |
| 24    | 50 a 54 | 12    |
| 20    | 45 a 49 | 16    |
| 8     | 40 a 44 | 12    |
| 16    | 35 a 39 | 16    |
| 4     | 30 a 34 | 12    |
| 8     | 25 a 29 | 8     |
| 8     | 20 a 24 | 16    |
| 24    | 15 a 19 | 8     |
| 20    | 10 a 14 | 32    |
| 8     | 5 a 9   | 8     |
| 8     | 0 a 4   | 0     |

## Economia
El 2007 la població en edat de treballar era de 222 persones, 170 eren actives i 52 eren inactives. De les 170 persones actives 158 estaven ocupades (90 homes i 68 dones) i 12 estaven aturades (4 homes i 8 dones). De les 52 persones inactives 19 estaven jubilades, 12 estaven estudiant i 21 estaven classificades com a «altres inactius».

### Ingressos
El 2009 a Hartennes-et-Taux hi havia 130 unitats fiscals que integraven 343 persones, la mediana anual d'ingressos fiscals per persona era de 17.872 €.

### Activitats econòmiques
Dels 19 establiments que hi havia el 2007, 1 era d'una empresa de fabricació d'elements pel transport, 1 d'una empresa de fabricació d'altres productes industrials, 2 d'empreses de construcció, 4 d'empreses de comerç i reparació d'automòbils, 2 d'empreses de transport, 1 d'una empresa d'hostatgeria i restauració, 3 d'empreses de serveis, 3 d'entitats de l'administració pública i 2 d'empreses classificades com a «altres activitats de serveis».
Dels 4 establiments de servei als particulars que hi havia el 2009, 1 era un taller de reparació d'automòbils i de material agrícola, 1 taller d'inspecció tècnica de vehicles, 1 fusteria i 1 restaurant.
Dels 2 establiments comercials que hi havia el 2009, 1 era una botiga de més de 120 m² i 1 una joieria.
L'any 2000 a Hartennes-et-Taux hi havia 3 explotacions agrícoles que ocupaven un total de 156 hectàrees.

## Equipaments sanitaris i escolars
El 2009 hi havia una escola elemental integrada dins d'un grup escolar amb les comunes properes formant una escola dispersa.

## Poblacions més properes
El següent diagrama mostra les poblacions més properes.